# Søllested Bio
Søllested Bio er en biograf og kulturhus i Søllested på Lolland. Biografen består af én sal med plads til 120 personer. Desuden opstilles løse stole efter behov. Salen blev renoveret i 2006, hvor salen fik nye stole, nyt lærred og digital fremviser.
I 2013 fik formanden for biografen Lolland Kommunes kulturpris.